# 마키노 다다나리 (초대)

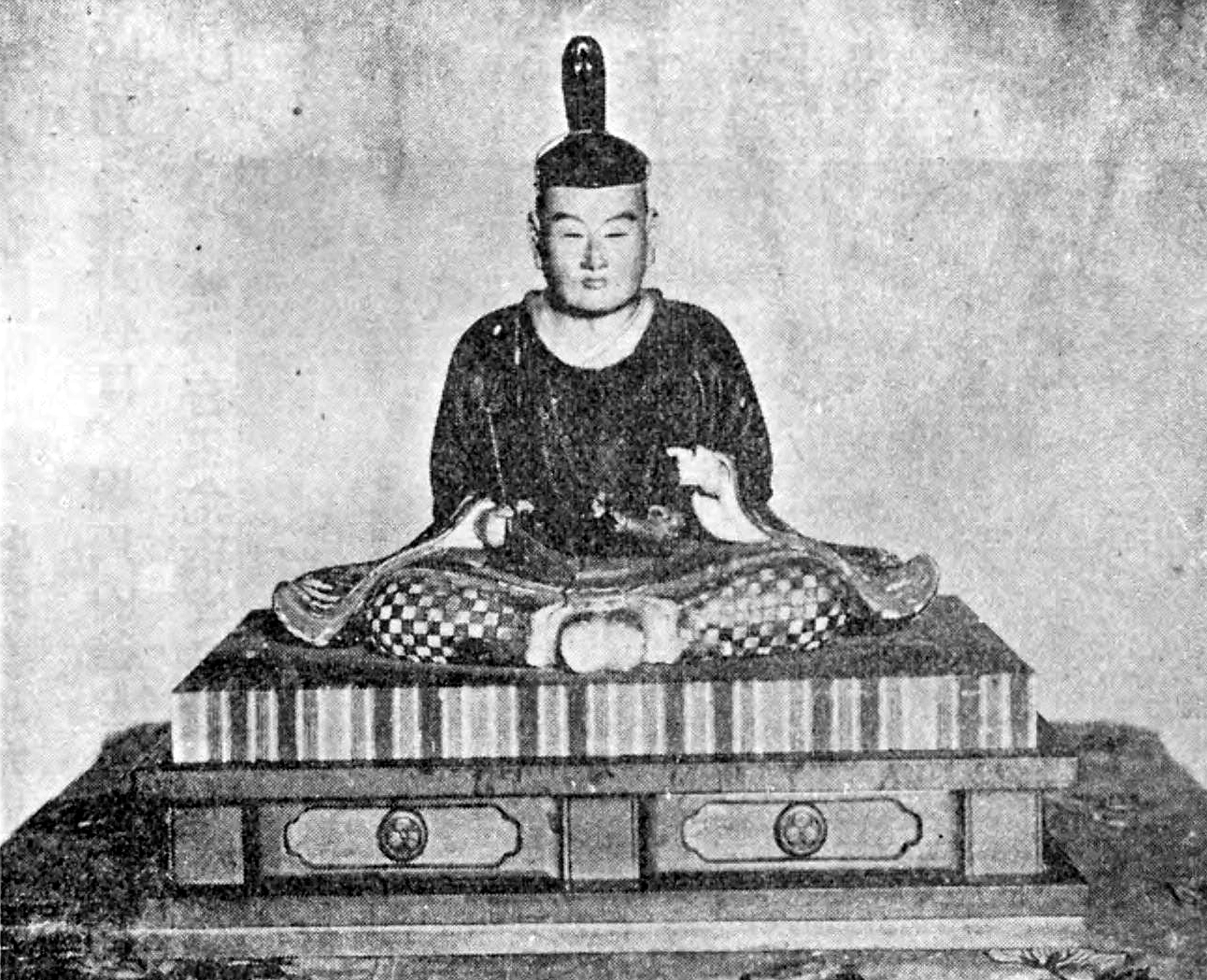
마키노 다다나리 목상

마키노 다다나리(牧野忠成)는 고즈케 오고 번 제2대 번주, 에치고 나가미네번주, 동국 나가오카 번 초대 번주를 지냈다.
| 전임 마키노 야스나리 | 제2대 오고 번 번주 (미카와 마키노가) 1610년 ~ 1616년 | 후임 마에바시 번으로 편입 및 폐번 |

|  | 나가미네번 번주 (미카와 마키노가) 1616년 ~ 1618년 | 후임 다카다번으로 편입 및 폐번 |

| 전임 호리 나오요리 | 제1대 에치고 나가오카 번 번주 (미카와 마키노가) 1618년 ~ 1655년 | 후임 마키노 다다나리 (2대) |